# Жозеф Теодор
Жозеф Давілмар Теодор (1847–1917) — президент Гаїті з 7 листопада 1914 до 22 лютого 1915 року.

## Життєпис
Народився на півночі країни. Був військовиком. Організував повстання виробників какао проти президента Ореста Самора. Він не зміг заплатити селянам, як він обіцяв перед початком повстання, тому невдовзі його було усунуто від влади, а на пост президента був обраний Жан Вільбрен Гійом Сан.